# Mleczaj lśniący

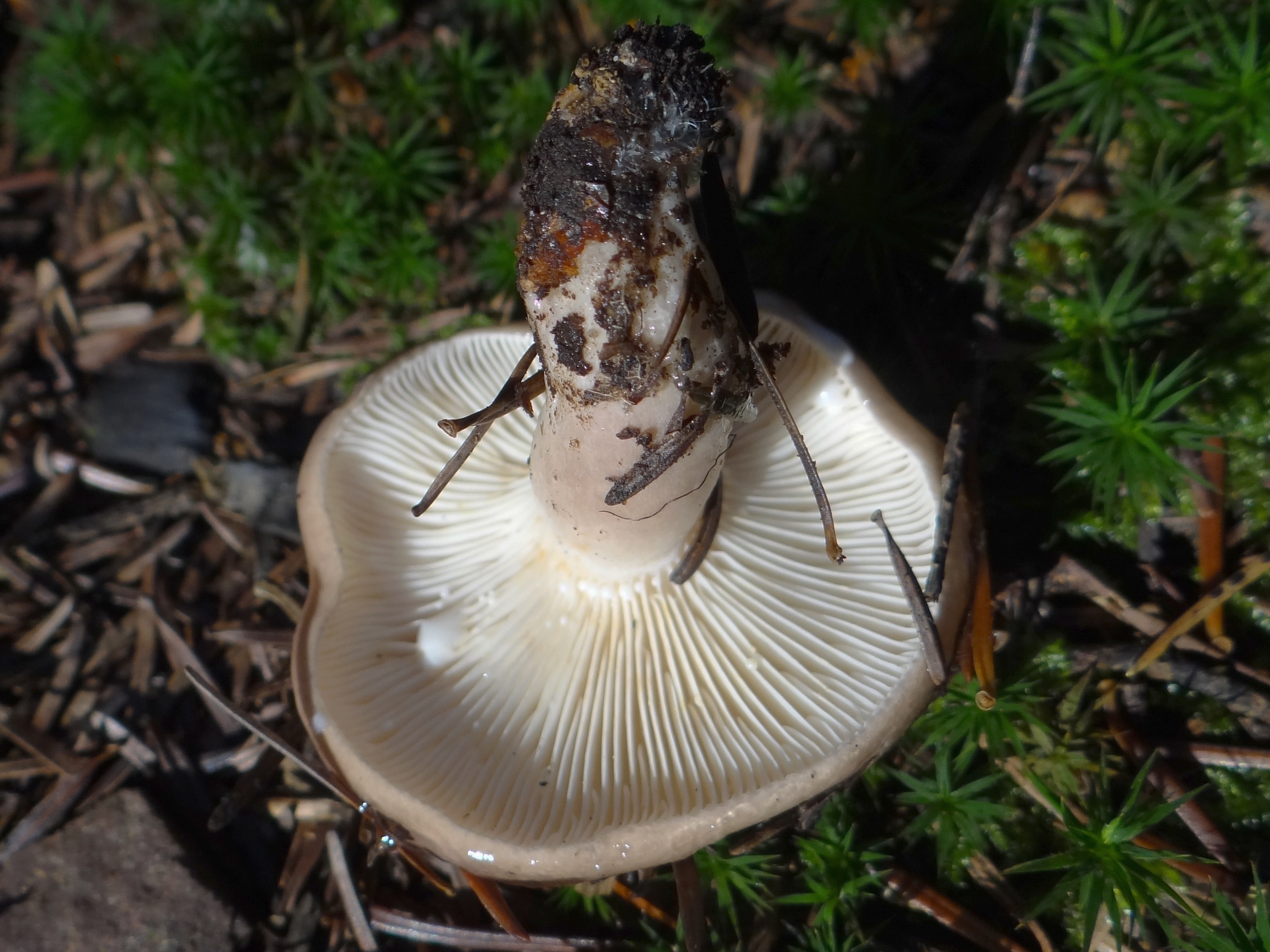

Mleczaj lśniący (Lactarius albocarneus Britzelm.) – gatunek grzybów należący do rodziny gołąbkowatych (Russulaceae).

## Systematyka i nazewnictwo
Pozycja w klasyfikacji według Index Fungorum: Russulaceae, Russulales, Incertae sedis, Agaricomycetes, Agaricomycotina, Basidiomycota, Fungi.
Gatunek ten został zdiagnozowany taksonomicznie przez Maxa Britzelmayra w „Botanisches Zentralblatt” z 1895 r.
Synonimy łacińskie:

- Lactarius albocarneus Britzelm. 1895 var. albocarneus
- Lactarius albocarneus var. glutinovirens (J. Blum) Bon 1985
- Lactarius glutinopallens F.H. Møller & J.E. Lange 1940
- Lactarius glutinopallens F.H. Møller & J.E. Lange 1940 var. glutinopallens
- Lactarius glutinopallens var. glutinovirens J. Blum 1976
- Lactifluus albocarneus (Britzelm.) Kuntze 1898

Polską nazwę podała Alina Skirgiełło w 1998 r.

## Morfologia
Kapelusz
Średnicy 3–7 cm, u dojrzałych owocników płaski i nieco wklęsły na środku, na obrzeżach zazwyczaj pofalowany. Brzeg u młodych owocników podwinięty, u starszych wyprostowany. Powierzchnia o barwie jasnej, żółtawoszarej lub szarocielistej, u młodych owocników zazwyczaj z fioletowawym odcieniem, u starszych ochrowa, a miejscami nawet brązowoszara. Po uciśnięciu zmienia barwę na czarniawoszarą. Brzeg nieco jaśniejszy. Powierzchnia kapelusza jest silnie śluzowata i lepka, podczas suszy błyszcząca lub srebrzysto oszroniona. Cały owocnik wydziela mleczko, u młodych owocników obficie, u starszych słabo. Jest ono białe, w pierwszej chwili gorzkie, potem ostre i piekące.
Hymenofor
Blaszkowy, blaszki dość rzadkie, czasami rozwidlające się, wąskie. Początkowo są białokremowe, później jasno szarobrązowe.
Trzon
Wysokość 5–6 cm, grubość 1–1,2 cm, początkowo pełny, później pusty. Powierzchnia o barwie od białej do białawopłowej, zwykle z rudawym odcieniem. Podobnie jak kapelusz jest silnie śluzowaty.
Miąższ
Zbudowany jest z kulistawych komórek powodujących ich specyficzną kruchość i nieregularny przełam. Barwa biała do białopłowej, miejsca uszkodzone u starszych okazów stają się jasnożółtawe. W smaku jest gorzki i piekący.
Mleczko
U młodych okazów wydziela się obficie, u starszych słabo. Jest białe, w pierwszej chwili gorzkie, później ostre w smaku.
Cechy mikroskopowe
Wysyp zarodników kremowy. Zarodniki elipsoidalne, o wymiarach 9–10 × 7–8 μm, pokryte brodawkami połączonymi listewkami tworzącymi bardzo słabo widoczny siateczkowaty wzór, amyloidalne. Podstawki o rozmiarach 45–50 × 9–11 μm. Cystydy dość rzadkie, o wąskowrzecionowatym kształcie i rozmiarach 60–70×5–8 μm.
Gatunki podobne
- mleczaj lepki (Lactarius uvidus). Jego mleczko na powietrzu zmienia barwę na fioletową,
- mleczaj niebieskawy (Lactarius trivialis). Jego mleczko na powietrzu żółknie[4].

## Występowanie i siedlisko
Występuje tylko w Europie. W Polsce gatunek rzadki. Znajduje się na Czerwonej liście roślin i grzybów Polski. Ma status R – potencjalnie zagrożony z powodu ograniczonego zasięgu geograficznego i małych obszarów siedliskowych. Znajduje się na listach gatunków zagrożonych także w Belgii, Danii, Niemczech, Litwie, Norwegii, Holandii, Finlandii.
Naziemny grzyb mykoryzowy występujący w lasach iglastych, zwłaszcza w obecności jodeł, wyłącznie na wapiennych glebach. Wytwarza owocniki od lipca do października.